# Методы обработки и анализа экономической информации
При поиске решений в экономической сфере используются следующие методы обработки и анализа информации:
1. Эвристические — используются, когда информации недостаточно и нельзя точно очертить границы применения формализованных методов, оценить допуск ошибки
- метод коллективного блокнота
- мозговой штурм
- приём синектики
- кейс-метод

2. Традиционные методы
- метод сравнения
- метод относительных и сравнительных величин
- графический метод
- метод группировки

3.Способ детерминированных факторов
- способ цепных подстановок
- способ абсолютных разниц
- способ относительных разниц

4. Способы стохастического факторного анализа
- корреляционно-регрессионный анализ
- дисперсионный анализ
- компонентный анализ
- многомерный факторный анализ

5. Способы оптимизированных показателей
- экономико-математические методы
- программирование
- теория массового обследования
- теория игр
- исследование операций